# آرگن‌بول
آرگِن‌بول (به آلمانی: Argenbühl) یک شهر در آلمان است که در رافنسبورگ واقع شده‌است. آرگنبوهل ۵٬۹۱۲ نفر جمعیت دارد.

## خواهرخوانده
شهرهای کاپانولی، Cieszanów و Berbisdorf خواهرخوانده‌های آرگن‌بول هستند.

## نگارخانه

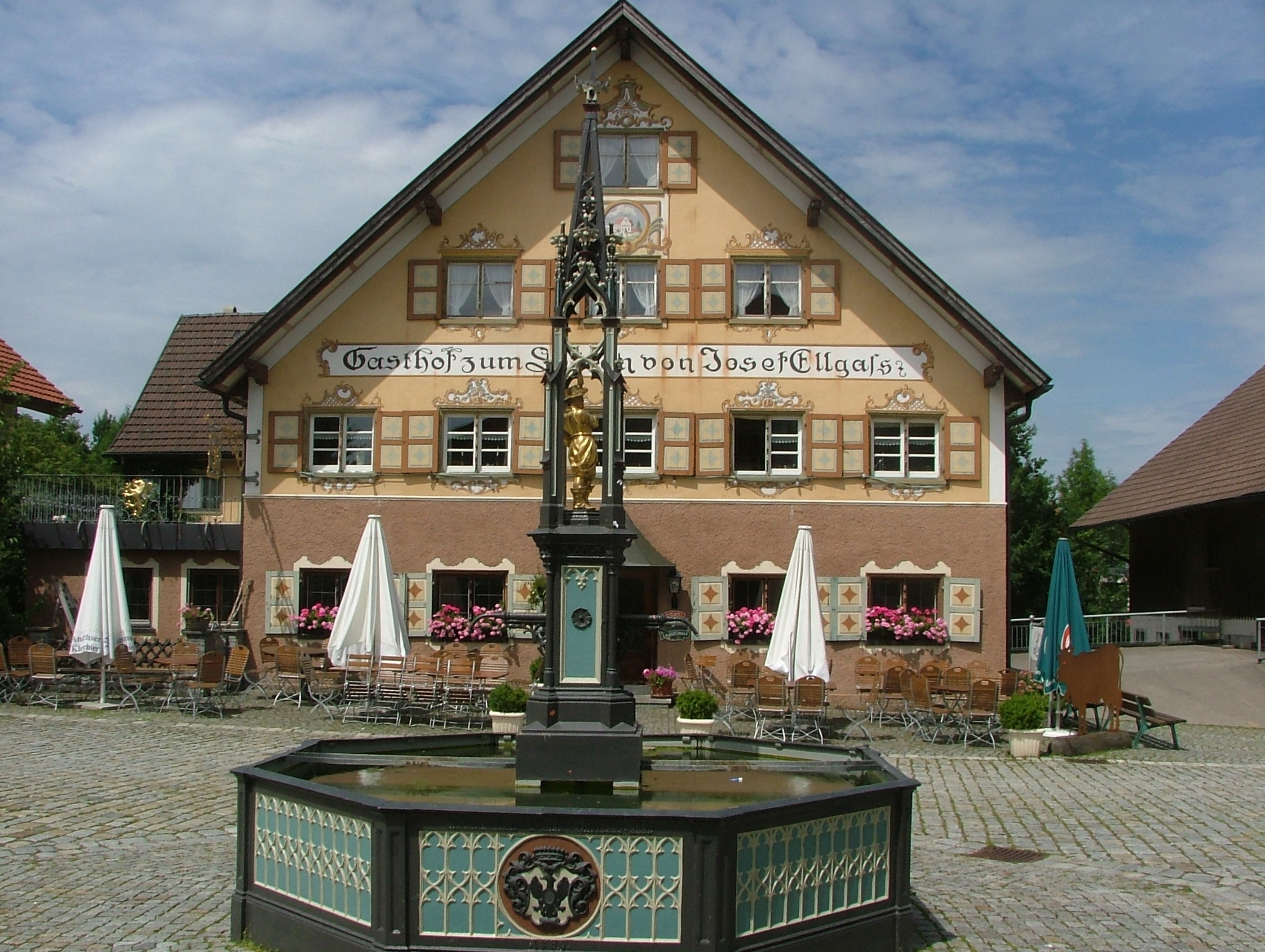
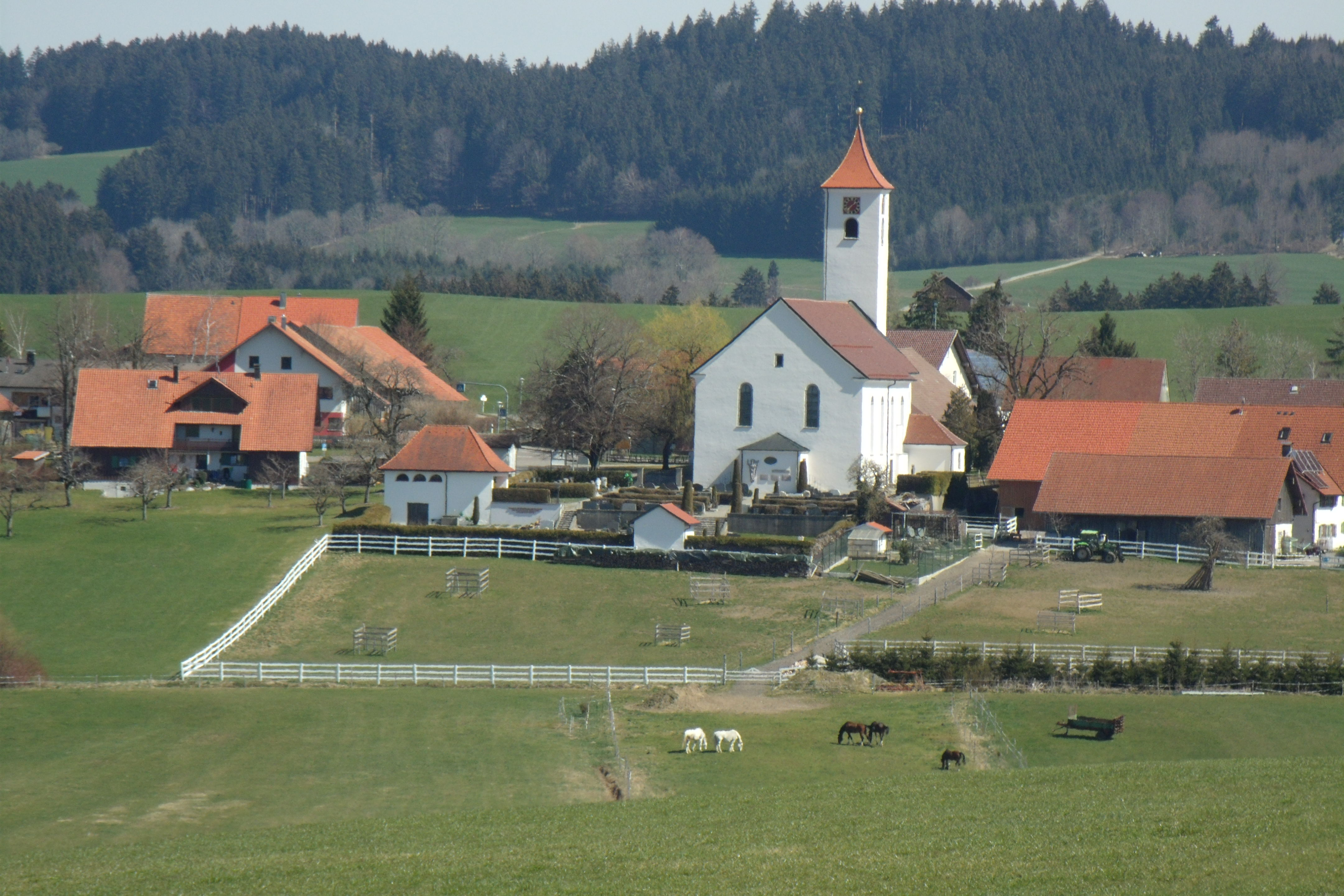
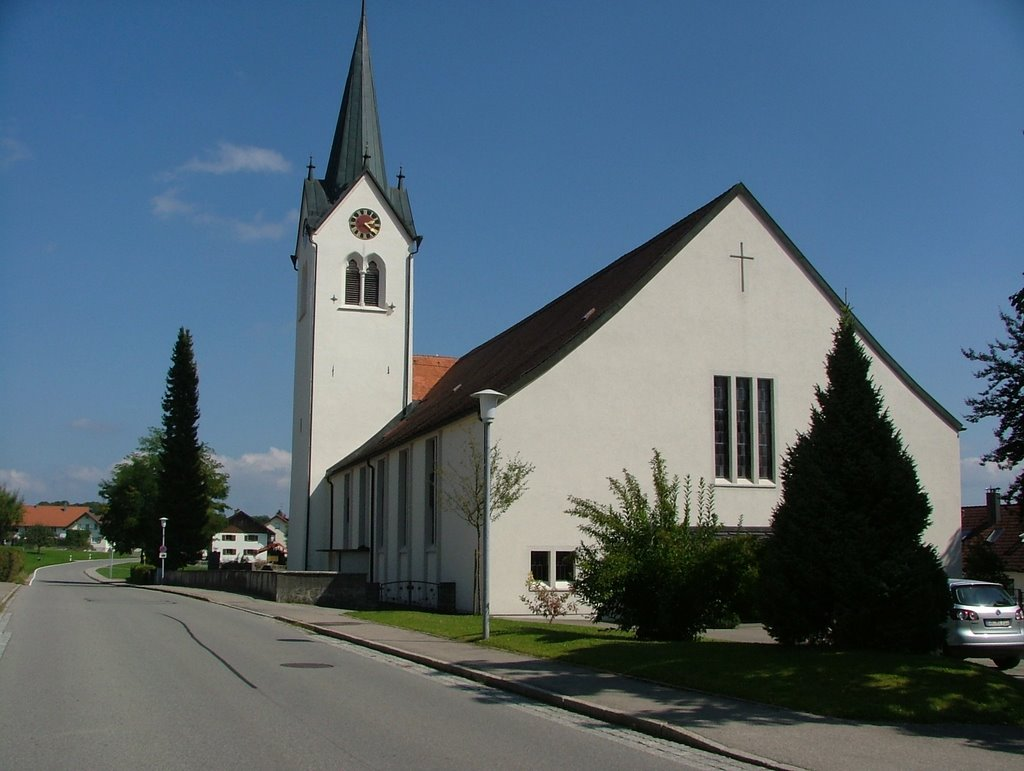
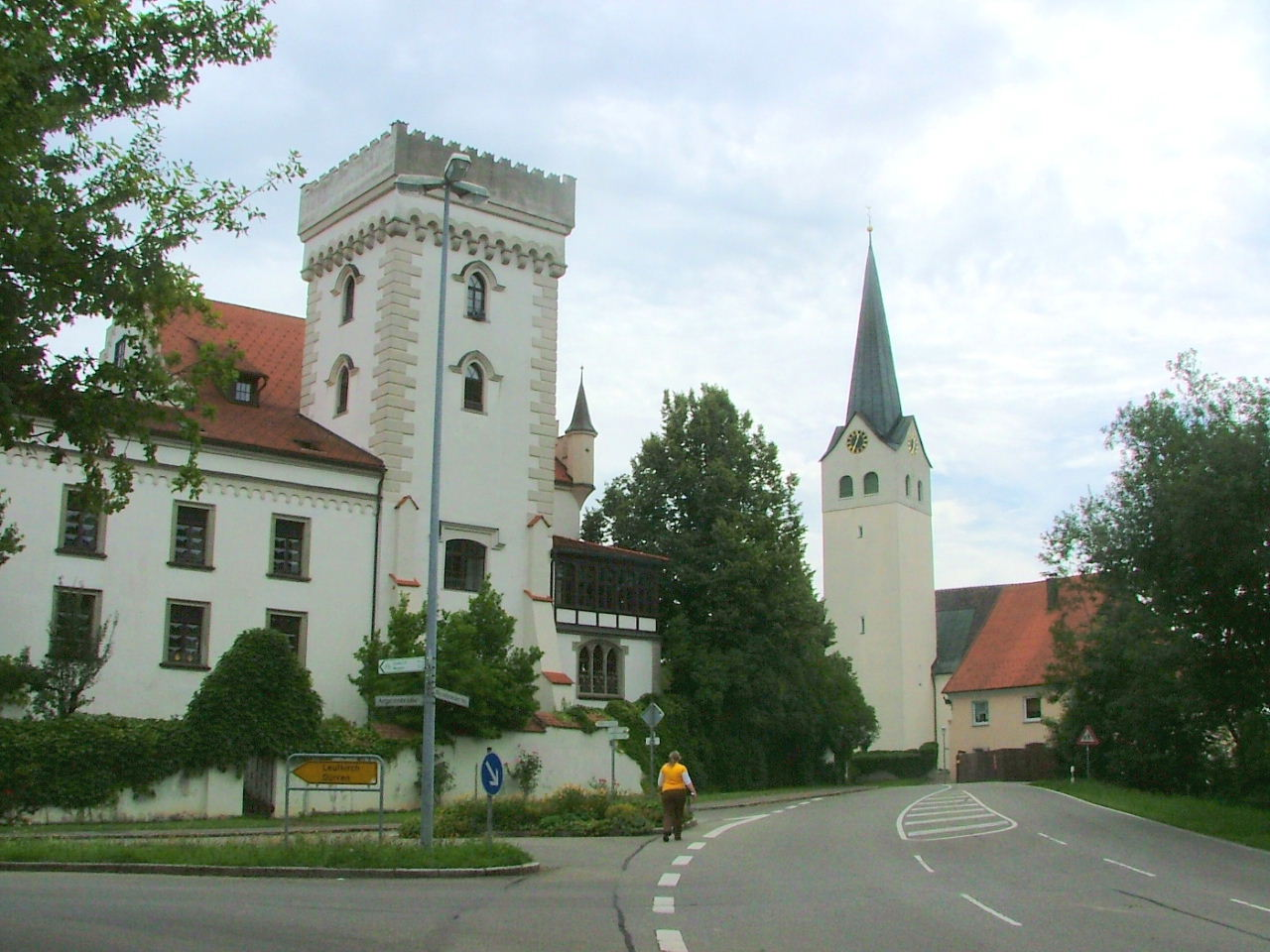
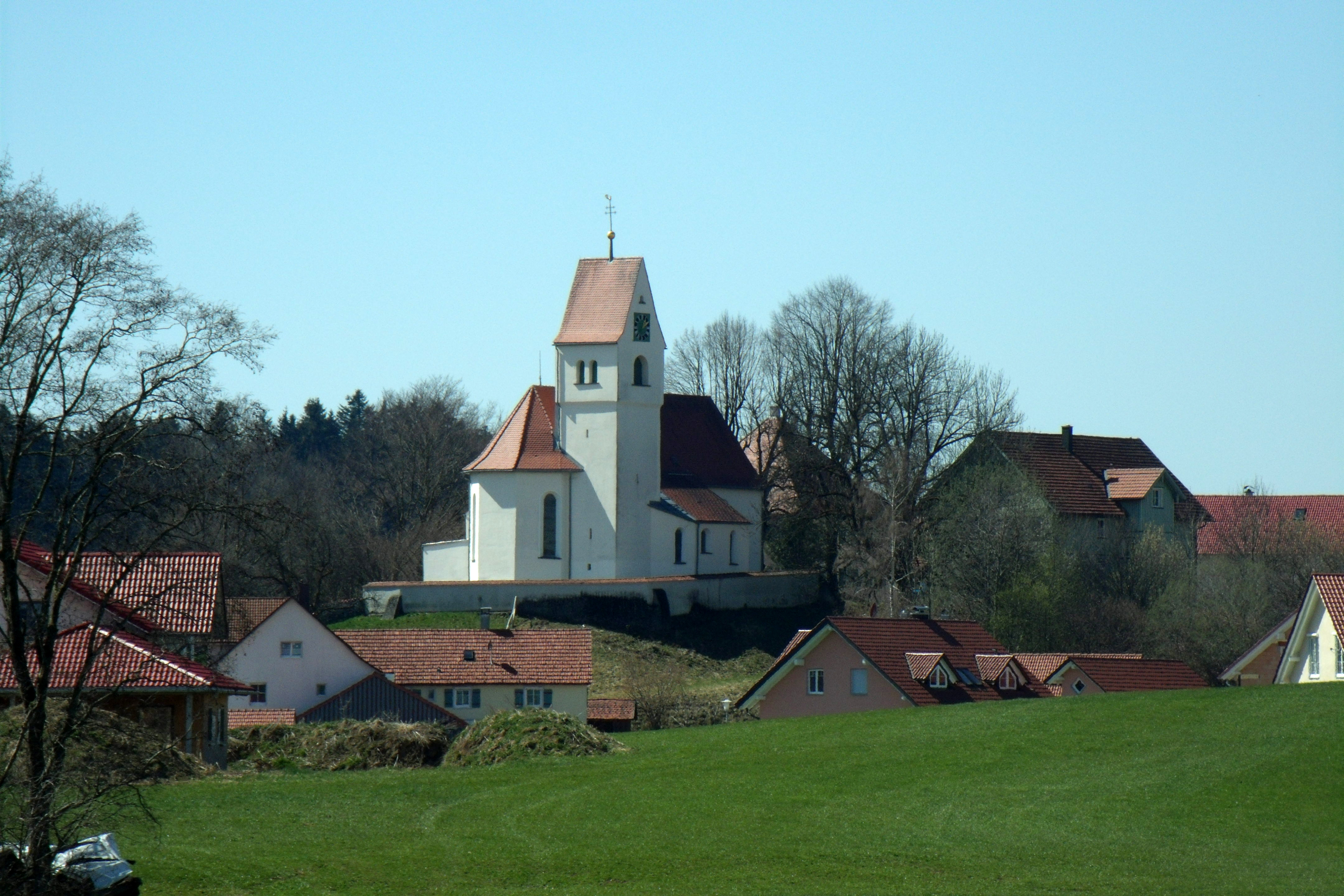
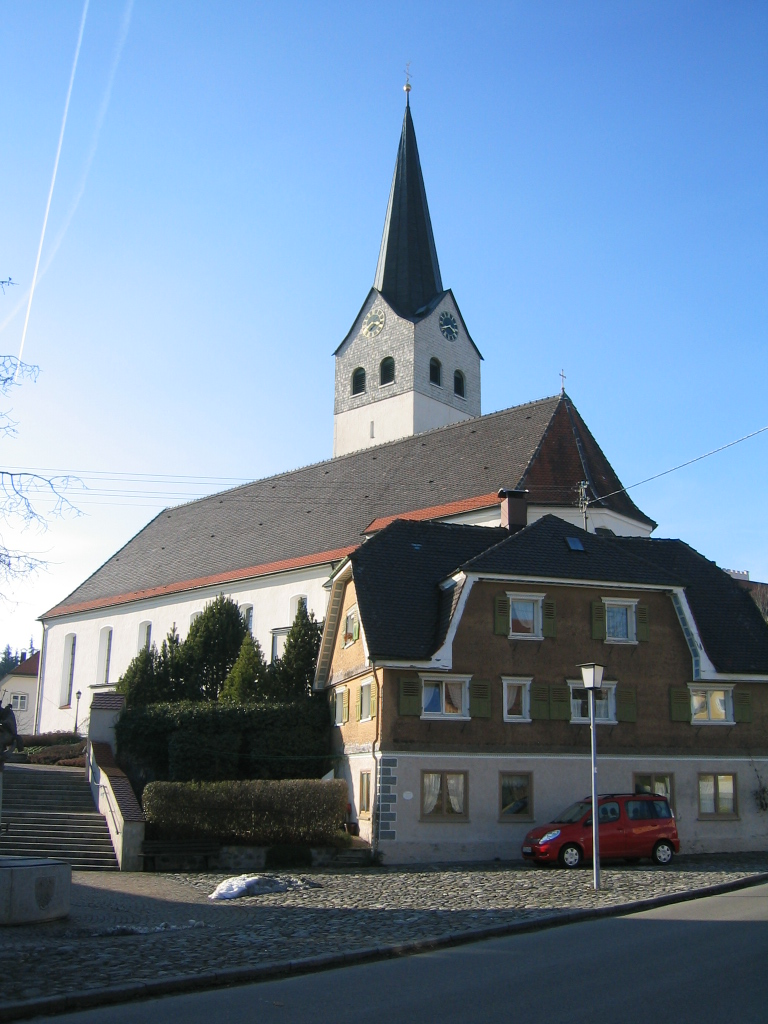
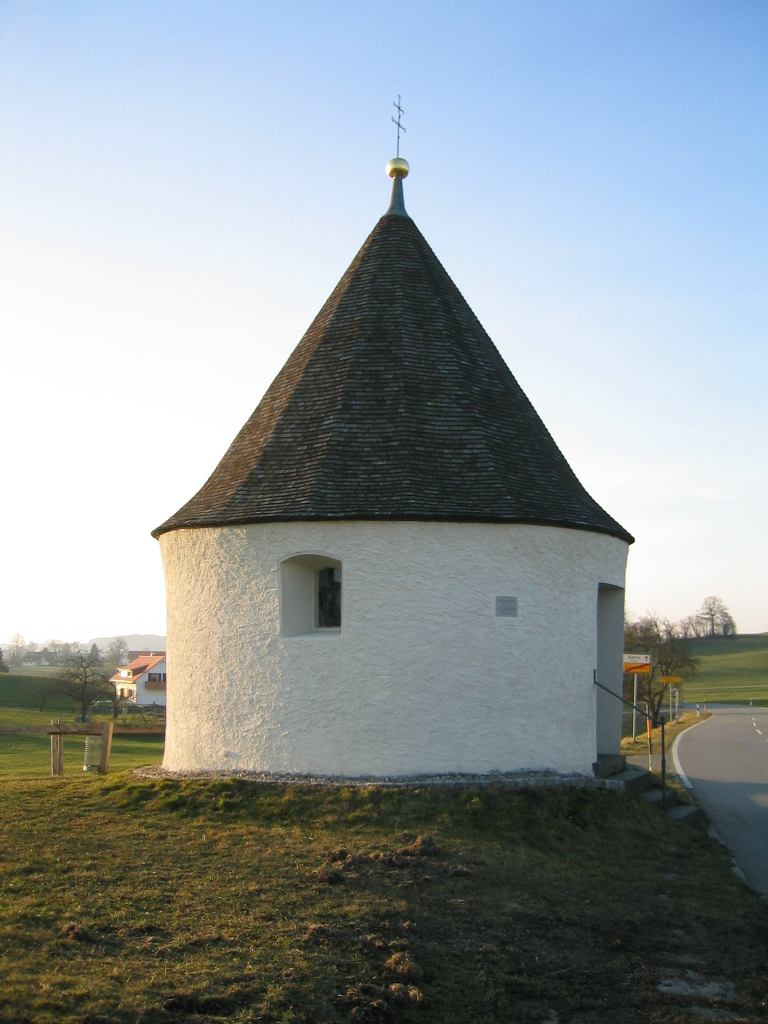